# Heinrich Credner
Karl Friedrich Heinrich Credner, född 13 mars 1809 i Waltershausen, död 28 september 1876 i Halle an der Saale, var en tysk bergsman och geolog. Han var far till Hermann och Rudolf Credner.
Credner studerade 1828-31 bergsvetenskap i Freiberg, fullföljde studierna i Göttingen och bereste därefter, på uppdrag av regeringen i Gotha, Sachsen, Böhmen och Schlesien. Han blev Bergassistent 1833, Bergrat i Gotha 1850, senare även järnvägs-, livförsäkrings- och gasdirektör. År 1858 kallades han till Hannover som Oberbergrat, 1866 till Berlin och 1868 till Halle an der Saale som Geheime Bergrat. 
Utöver sin praktiska verksamhet utförde Credner noggranna geologiska undersökningar. Hans främsta verk är Uebersicht der geognostischen Verhältnisse Thüringens und des Harzes begleitet von einer geognostischen Karte (Gotha, 1843) och 1855 publicerade han en geologisk karta över Thüringer Wald i fyra ark. Efter att 1863 ha givit ett viktigt bidrag till nordvästra Tysklands geologi genom en avhandling om områdets övre juraformations och wealdenbildnings struktur publicerade han 1865 en geologisk karta över Hannoverområdet. Ett stort antal mindre avhandlingar av honom med mineralogiskt eller geologiskt innehåll finns i "Neues Jahrbuch der Mineralogie", i "Zeitschrift für die gesammten Naturwissenschaften", i "Poggendorffs annaler", och i "Zeitschrift der deutschen geologischen Gesellschaft".